# Casa Coll i Regàs
La Casa Coll i Regàs es un edificio modernista ubicado en Mataró (Provincia de Barcelona). Fue ideado por el arquitecto catalán Josep Puig i Cadafalch en 1898 por encargo del empresario Joaquim Coll i Regàs, un importante fabricante textil de Mataró. Exponente de los elementos significativos del decorativismo que caracterizó el movimiento modernista, fue declarada en el año 2000 Bien de Interés Cultural, en la categoría de monumento histórico. Actualmente es propiedad de la Fundació Iluro de Mataró.

## Documentación general
- Cronología: 1898
- Arquitecto: Josep Puig i Cadafalch
- Localización: Carrer d'Argentona, 55, Mataró (Provincia de Barcelona)
- Estilo: Modernismo
- Materiales utilizados: Ladrillo, cerámica, hierro y vidrio.
- Sistema constructivo: con materiales industriales.

## Contexto
El Modernismo es la corriente cultural europea que marca el final del siglo XIX y el inicio del siglo XX. Abarca todas las artes y, a la vez, representa también una manera de vivir. Combina la gran tradición constructiva catalana con la escultura, los oficios artísticos y las artes aplicadas, incorporando el hierro como nuevo elemento estructural. El simbolismo, los motivos vegetales, la asimetría y el movimiento caracterizan el diseño y la decoración. El máximo exponente del modernismo en Mataró, Josep Puig i Cadafalch, es protagonista de las principales actuaciones arquitectónicas modernistas en la ciudad, tomando parte en los principales actos cívicos, culturales y políticos del momento. Es posible que, por todo esto, Joaquim Coll i Regàs le encargara el proyecto de su casa, hoy convertida en símbolo de la ciudad.

## Descripción
El 12 de mayo de 1897 se pidió permiso al Ayuntamiento de Mataró para renovar totalmente las casas número 55 y 57 de la calle de Argentona. El planeamiento de la reforma seguía la tradición de los casales de la burguesía urbana de Mataró y, en esta línea, es el único casal construido en la ciudad en época modernista. La fachada de la calle, de ritmo neogótico, incorporó el zócalo, el portal, la gran tribuna de la planta piso, y todos los ventanales con piedra de Montjuic, esculturada por Eusebi Arnau, amigo y colaborador constante de Josep Puig i Cadafalch. “La hilandera”, que corona y completa el portal de entrada, es hoy símbolo de la ciudad. La fachada se acabó con esgrafiados y aplacados de baldosas decoradas, que resaltan sobre todo en el gran frontón sobre la tribuna. Un alero a la catalana culmina el edificio. Las rejas de los ventanales de la planta baja -posiblemente obradas en los talleres de Manuel Ballarin, colaborador habitual de Josep Puig i Cadafalch, en Barcelona- incorporan piezas características de la maquinaria del género de punto. Puig i Cadafalch era muy consciente que construía una casa para un fabricante textil i, por este motivo, introduce en esgrafiados, vidrios plomados y baldosas la imagen de una flor que, se supone, es la flor del algodón, y la rueda dentada propia de la maquinaria textil.